# Омидзо (княжество)
Княжество Омидзо (яп. 大溝藩 Омидзо-хан) — феодальное княжество (хан) в Японии периода Эдо (1619—1871). Омидзо-хан располагался в провинции Оми (современная префектура Сига) на острове Хонсю.

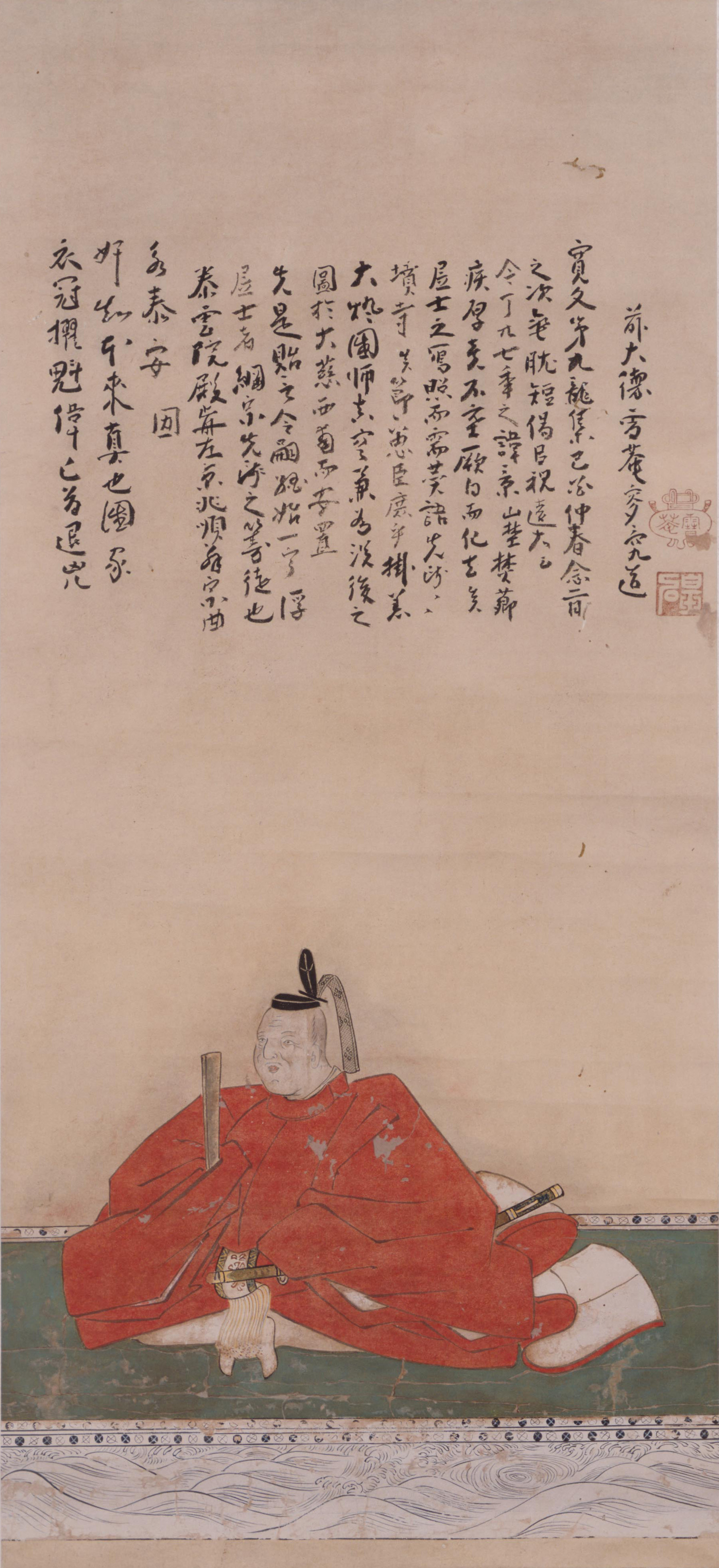
Вакэбэ Мицунобу (1591—1643), первый даймё Омидзо-хана (1619—1643)

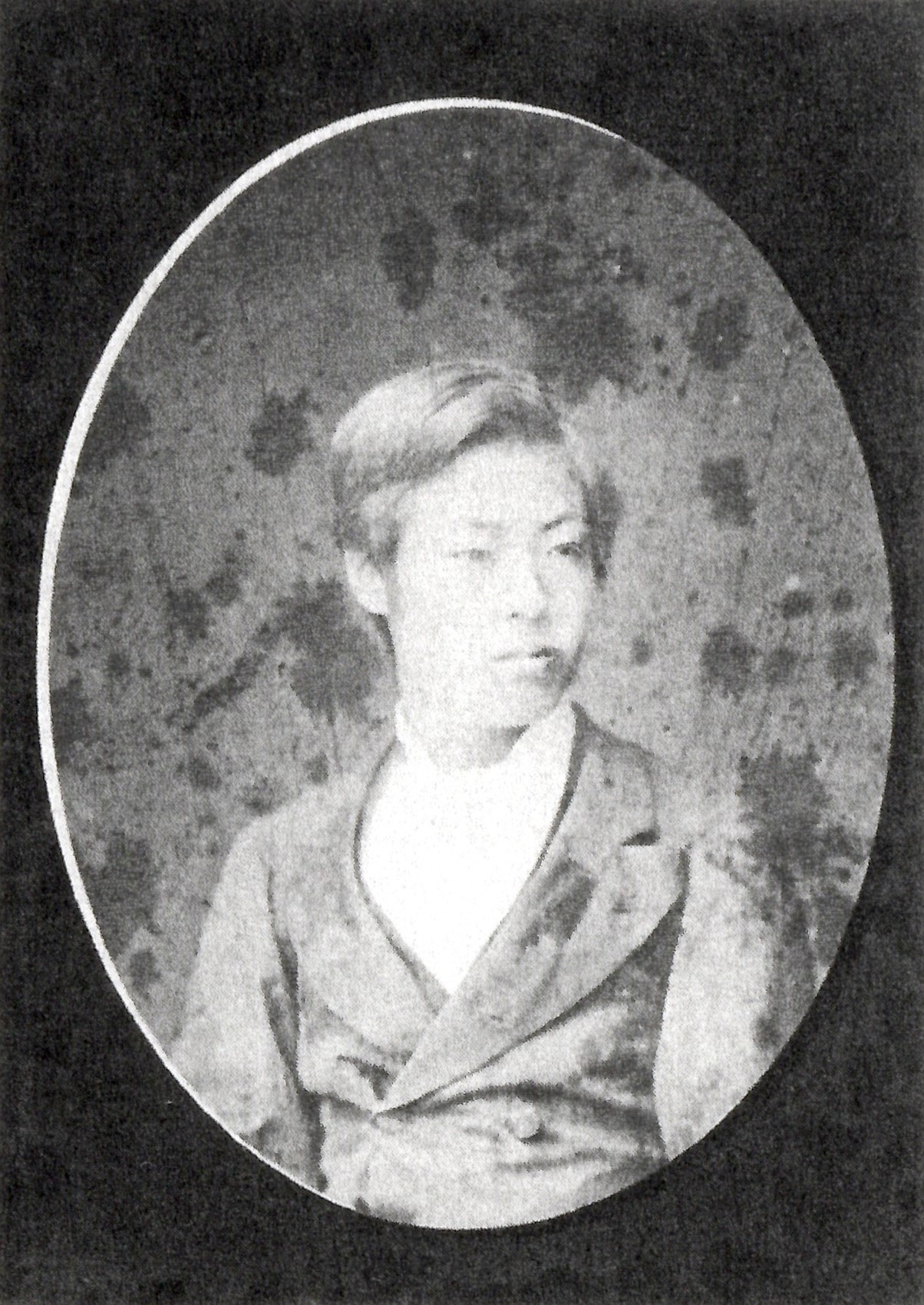
Вакэбэ Мицунори (1862—1944), последний (12-й) даймё Омидзо-хана (1870—1871)

Административный центр хана: Омидзо jin’ya в провинции Оми (современный город Такасима в префектуре Сига). Княжество управлялось самурайским родом Вакэбэ.
Доход княжества:
- 1619—1871 годы — 20 000 коку риса

## История
В 1592 году Вакэбэ Мицуёси (1552—1601) получил во владение от Тоётоми Хидэёси домен Уэно с доходом 10 000 коку в провинции Исэ. Ему наследовал его приёмный сын, Вакэбэ Мицунобу (1591—1643), который в 1600 году получил во владение от Токугава Иэясу Омидзо-хан в провинции Оми с доходом 20 000 коку риса. Потомки последнего управляли княжеством вплоть до Реставрации Мэйдзи.
Вакэбэ Мицунори (1862—1944), последний даймё Омидзо-хана (1870—1871), по мнению некоторых историков, был последним оставшимся в живых японским даймё. Он стал главой рода в возрасте восьми лет в 1870 году, а через год лишился своего княжеского титула, став губернатором своего бывшего хана.
В июле 1871 года после административно-политической реформы Омидзо-хан был ликвидирован. Территория княжества была включена в состав префектуры Сига.

## Список даймё
- Род Вакэбэ (тодзама; 20,000 коку)

1. Вакэбэ Мицунобу (1591—1643), даймё (1619—1643), приёмный сын и преемник Вакэбэ Мицуёси
2. Вакэбэ Ёсихару (1627—1658), даймё (1643—1658), третий сын предыдущего
3. Вакэбэ Ёситака (1648—1667), даймё (1657—1667), старший сын предыдущего
4. Вакэбэ Нобумаса (1653—1715), даймё (1677—1714), приёмный сын предыдущего
5. Вакэбэ Мицутада (1698—1731), даймё (1714—1731), третий сын предыдущего
6. Вакэбэ Мицунари (1714—1783), даймё (1731—1754), старший сын предыдущего
7. Вакэбэ Мицуцунэ (1734—1790), даймё (1754—1785), старший сын предыдущего
8. Вакэбэ Мицудзанэ (1756—1808), даймё (1785—1808), старший сын предыдущего
9. Вакэбэ Мицукуни (1786—1810), даймё (1808—1810), второй сын предыдущего
10. Вакэбэ Мицуясу (1809—1858), даймё (1810—1831), старший сын предыдущего
11. Вакэбэ Мицусада (1816—1870), даймё (1831—1870), приёмный сын предыдущего
12. Вакэбэ Мицунори (1862—1944), даймё (1870—1871), второй сын предыдущего.